# Возіанова Жанна Іванівна
Жа́нна Іва́нівна Возіа́нова (до шлюбу — Алексеєнко; нар. 6 лютого 1937, селище міського типу Пяндж, Таджицька РСР) — радянський та український інфекціоніст, академік Національної академії медичних наук України (2002), доктор медичних наук (1988), професор (1990), Заслужений діяч науки і техніки України (1997), Заслужений лікар України (2001), лауреат Державної премії України в галузі науки і техніки (2005), завідувач кафедри інфекційних хвороб Національного медичного університету імені О. О. Богомольця МОЗ України (з 1989 по 2005 рр.).

## Біографія
Після закінчення Київського медичного інституту (1954—1960) працювала лікарем-інфекціоністом у Білоцерківській інфекційній лікарні (1960–1962); ординатором військового госпіталю у м. Сєверодвінську Архангельської області (1962–1966); ординатором інфекційного відділення 408-го Київського окружного військового госпіталю (1966—1968).
З 1968 по 2010 рік — на кафедрі інфекційних хвороб Національного медичного університету імені О. О. Богомольця МОЗ України.
У 1971 році захистила кандидатську дисертацію «Носійство кишкових найпростіших і роль E. histolytica у виникненні хронічних захворювань кишечника» (науковий керівник, професор Сокол Олександра Семенівна), в 1988 році — докторську дисертацію «Ураження підшлункової залози при вірусних гепатитах А і В (клініка, діагностика, лікування)».
Чоловік — Возіанов Олександр Федорович, академік Національної академії наук України.
Син — Возіанов Сергій Олександрович, член-кореспондент Національної Академії медичних наук України, директор ДУ «Інститут урології НАМН України»
, завідувач кафедри урології Національної медичної академії післядипломної освіти імені П. Л. Шупика.

## Наукова діяльність
Одним із головних напрямів наукової діяльності Жанни Возіанової є вивчення патогенезу, особливостей клінічного перебігу та розробка нових методів діагностики і лікування вірусних гепатитів, зокрема тих, які поєднуються з іншою патологією. Вивчаючи причини і механізми ураження органів черевної порожнини при вірусних гепатитах, Возіанова обґрунтувала принципи етапного лікування хворих на вірусний гепатит; з'ясувала патогенетичний взаємозв'язок між особливостями перебігу гострих вірусних гепатитів і розвитком хронічних гепатитів. Провела наукові дослідження механізмів ураження міокарду, центральної нервової системи, нирок та інших органів у різні стадії перебігу дифтерії, що дозволило розробити нові методи лікування. Займалася вивченням особливостей перебігу менінгітів різної етіології, гострих респіраторних вірусних інфекцій.
Авторка 300 наукових публікацій, в тому числі фундаментального трьохтомного підручника «Инфекционные и паразитарные болезни». Має 6 авторських свідоцтв.
Є науковим консультантом 6 докторів медичних наук та науковим керівником 15 кандидатів медичних наук.
Член експертної ради МОН України, головний редактор журналу «Сучасні інфекції» (1998—2010 рр.), входить до редколегій ряду наукових профільних журналів.

## Нагороди
- медаль «Ветеран праці»;
- медаль імені академіка М. Д. Стражеска «За заслуги в охороні здоров'я»;
- Заслужений діяч науки і техніки України;
- Заслужений лікар України;
- Державної премії України в галузі науки і техніки.

## Основні наукові праці
- 1998 р. — «Теоретичні принципи комп'ютерної діагностики гострих вірусних гепатитів»;
- 1999 р. — «Некоторые особенности состояния иммунитета больных вирусными гепатитами В + С, употребляющих наркотики», «Ранняя диагностика дифтерийных полинейропатий»;
- 2000—2008 рр. — «Інфекційні та паразитарні хвороби»/«Инфекционные и паразитарные болезни» в 3-х тт.